# 明聖王后
明聖王后 金氏（めいせいおうこう きんし、ミョンソンワンフ キムシ、1642年6月14日 - 1684年1月21日）は、李氏朝鮮の国王顕宗の王妃で粛宗の母。諡号・徽号等は顕烈禧仁貞献文徳明聖王后。本貫は清風金氏。
1651年、世子嬪に、1659年、王妃になり、1674年顕宗が亡くなると王大妃 となった。年若い粛宗が王になると朝廷の事に深く干渉しようとして西人側についた。知能が高く、性格が過激で、宮殿内の事柄を処理する際には感情的で荒っぽい面を見せたと言われる。特に1675年の「紅袖之変」では大臣たちの前で泣き叫ぶなどみっともない姿を晒した。死後は、顕宗と共に京畿道九里市の崇陵に葬られた。
世子嬪から王妃となり、自身の息子が王位に就き、大妃になったのは明聖王后金氏ただ一人である。彼女は、自身が嫌っていた女官であった禧嬪張氏（後の粛宗の後宮）を宮廷から追放したこともあった。

## 家族
- 高祖父：金棐
- 養曾祖父：金興禄
- 実曾祖父：金興宇
- 養祖父：金址
- 実祖父：金堉
- 伯父：金佐明（1616年～1671年）- 金堉の子
- 父：金佑明（領議政 清風府院君 忠翼公、1619年～1675年）
- 母：徳恩府夫人 恩津宋氏（1621年～1660年）- 礼曹参議贈左賛成 孝貞公 宋国沢の娘
- 従兄：金錫冑（1634年～1684年）- 金佐明の子
- 弟：金錫衍（1648年～1723年）- 玄孫に当たる第22代国王正祖の正妃孝懿王后の高祖父
- 夫：第18代国王 顕宗
- 子：第19代国王 粛宗
  - 孫：第20代国王 景宗
  - 孫：第21代国王 英祖
- 娘：明善公主（1660年～1673年）
- 娘：明恵公主（1665年～1673年）
- 娘：明安公主（1667年～1687年）- 名は温姫。海昌尉 文孝公 呉泰周に降嫁
- 娘：名前なし（1658年 同年に死去）

## 明聖王后が登場する作品
- 『朝鮮王朝五百年 仁顕王后』（1988年、MBC、日本未公開）演：キム・ヘスク
- 『妖婦 張禧嬪』（1995年、SBS）演：キョン・ミリ
- 『張禧嬪［チャン・ヒビン］』（2002年-2003年、KBS）演：キム・ヨンエ
- 『トンイ』（2010年、MBC）演：パク・チョンス（日本語吹き替え版声優：駒塚由衣）
- 『馬医』（2012年、MBC）演：イ・ガヒョン（日本語吹き替え版声優：樋口あかり）
- 『チャン・オクチョン-張禧嬪-』（2013年、SBS）演：キム・ソンギョン